# Casey County
Casey County är ett administrativt område i delstaten Kentucky, USA. År 2010 hade county 15 955 invånare. Den administrativa huvudorten (county seat) är Liberty. 

## Geografi
Enligt United States Census Bureau så har countyt en total area på 1 154 km². 1 154 km² av den arean är land och 0 km² är vatten. 

### Angränsande countyn
- Boyle County - nord
- Lincoln County - nordost
- Pulaski County - sydost
- Russell County - syd
- Adair County - sydväst
- Taylor County - väst
- Marion County - nordväst